# Большая (приток Перемки)
Большая — река в России, протекает главным образом в Оханском районе Пермского края (первый километр течения проходит по Нытвенскому району). Устье реки находится в 2,3 км по левому берегу реки Перемки. Длина реки составляет 11 км, площадь водосборного бассейна 56,9 км².
Исток реки на Верхнекамской возвышенности в лесах близ точки где сходятся Нытвенский, Оханский и Очёрский районы в 17 км к северо-востоку от города Очёр. Река течёт на юго-восток, протекает деревню Полом. Приток Батеричиха (левый). Впадает в Перемку незадолго до её впадения в Воткинское водохранилище на Каме.

## Данные водного реестра
По данным государственного водного реестра России относится к Камскому бассейновому округу, водохозяйственный участок реки — Кама от Камского гидроузла до Воткинского гидроузла, речной подбассейн реки — бассейны притоков Камы до впадения Белой. Речной бассейн реки — Кама.
Код объекта в государственном водном реестре — 10010101012111100014325.